# HC Thurgau
Der HC Thurgau ist ein Schweizer Eishockeyclub aus Weinfelden im Kanton Thurgau, der zurzeit in der zweitklassigen Swiss League spielt. Der Klub trägt seine Heimspiele in der Eishalle Güttingersreuti in Weinfelden aus.

## Gründung
Der HC Thurgau entstand aus den Vereinen EHC Frauenfeld und EHC Weinfelden (übergab die NL Lizenz, seither SC Weinfelden). Die besten Spieler dieser sich beide im Kanton Thurgau befindlichen Eishockeyvereine sollten in einem einzigen Klub, dem HC Thurgau, spielen. Hintergrund war, den Eishockeyfans eine gute regionale Eishockeymannschaft bieten zu können, welche in der Nationalliga spielt. Der Verein wurde im Jahr 1989 gegründet. Im Dezember 1993 schloss sich der EHC Kreuzlingen (seit 2000 EHC Kreuzlingen-Konstanz) dem Konzept HC Thurgau an.

## Geschichte
Der Verein startete in seiner ersten Spielzeit 1989/90 in der 1. Liga, der dritthöchsten Eishockeyliga der Schweiz. Zwei Jahre später erreichte der HCT mit einem 8:7 gegen den SC Langnau in der Ilfishalle den erstmaligen Amateurtitel und somit den Aufstieg in die NLB. Dort verblieb er meist in der vorderen Tabellenhälfte und nahm in den Jahren 1994 bis 1998 stets an den Playoffs teil. 1996/97 belegte der HCT in der Qualifikation sogar den ersten Platz, 2003/04 auf Rang zwei. Als schlechtestes Vereinsjahr gilt die Saison 2004/05, als der Klub in die Amateurliga abstieg, jedoch bereits in der nächsten Saison den Wiederaufstieg schaffte. Gegen den SC Weinfelden, EC Wil und den EHC Dübendorf errang man erneut den Titel 1.-Liga-Meister und stieg wieder in die zweithöchste Spielklasse auf.
Seit dem 14. Februar 2008 gehört der HC Thurgau einer Investorengruppe rund um den ZSC-Verwaltungsrat und Unternehmer Peter Spuhler. Am 26. Juni 2014 wurde der HC Thurgau in Hockey Thurgau umbenannt, zu diesem Anlass wurde auch ein neues Vereinslogo entworfen. Am 24. Juni 2017 wurde diese Änderung rückgängig gemacht. Der Verein heisst nun wieder HC Thurgau.
Die Saison 2015/16 beendete die Mannschaft auf dem achten Qualifikationsrang und schied im siebten Spiel des Playoff-Viertelfinals gegen die SC Rapperswil-Jona Lakers aus. In der Saison 2016/17 schied der HCT wieder im Viertelfinal aus (0:4 gegen SC Langenthal). In der Saison 2017/18 belegten die Ostschweizer den sechsten Qualifikationsrang und schieden nach sechs Spielen gegen den EHC Olten im Viertelfinal aus.
Im März 2019 gelang dem HC Thurgau mit dem 2:1-Sieg im siebten Spiel im Playoff-Viertelfinal gegen den zweitplatzierten HC Ajoie die erstmalige Qualifikation für den Halbfinal seit 21 Jahren.

## Stadion

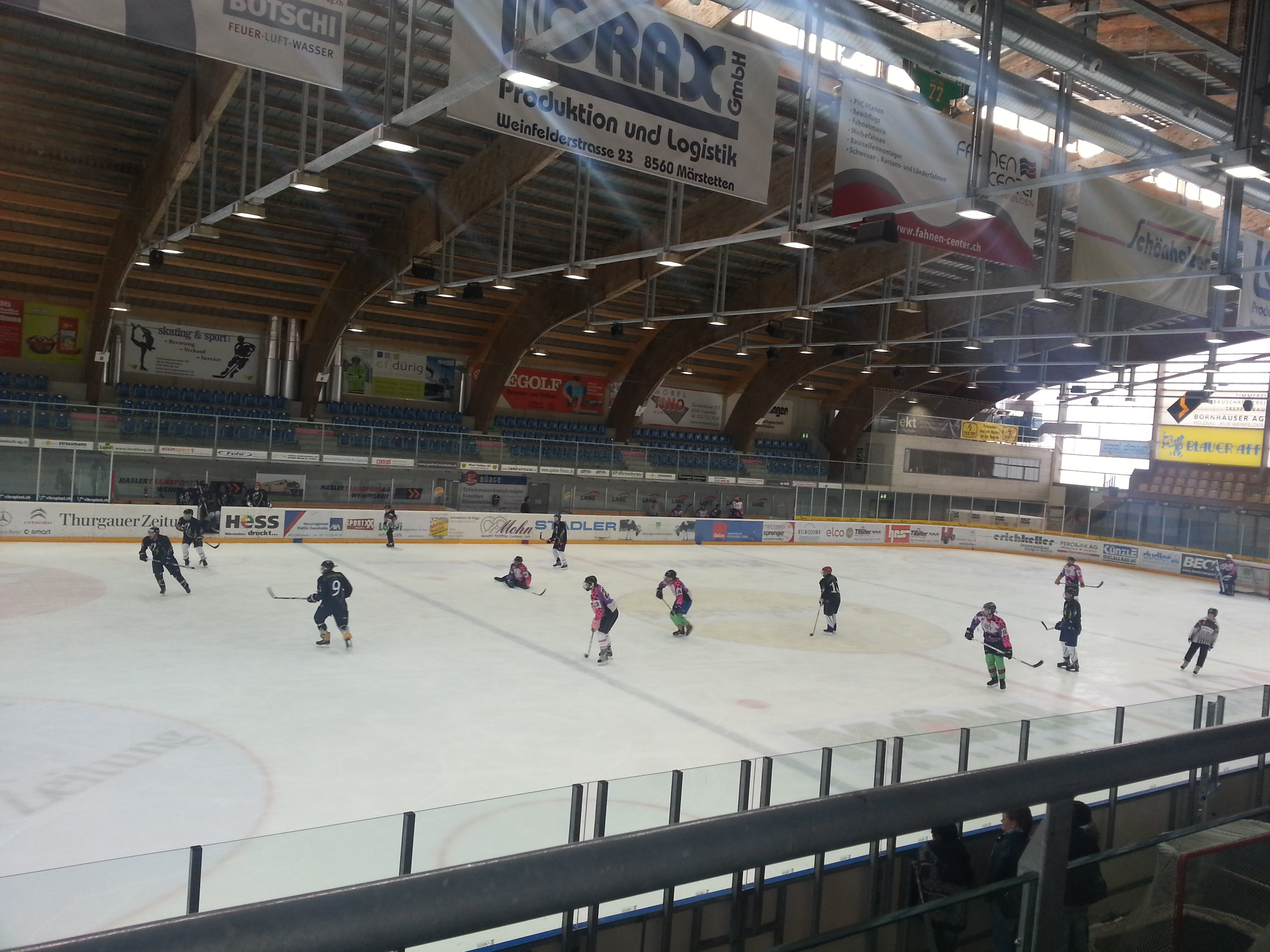
Innenansicht der Eishalle Güttingersreuti

Zwischen 1989 und 2000 trug der HC Thurgau seine Heimspiele in der Güttingersreuti in Weinfelden aus. 1997 wurde die Bodensee-Arena in Kreuzlingen nach umfangreichen Ausbaumassnahmen neu eröffnet, in die der HC Thurgau 2000 umzog. Die Bodensee-Arena hat eine Kapazität von 4000 Zuschauern. Am 1. November 2009 kehrte der HC Thurgau in die sanierte Eishalle Güttingersreuti in Weinfelden zurück. Die Güttingersreuti hat eine Kapazität von 3100 Zuschauern.

## Bekannte ehemalige Spieler
- David Aebischer 2014
- Ronny Keller 2005–2008/2011–2013
- Ralph Ott 1991–1999/2008–2010
- Todd Elik 2009
- Rolf Schrepfer 1993–1997/2008–2009
- Damien Brunner 2008
- René Stüssi 1995–1997/2004–2007
- Harijs Vītoliņš 2001–2005
- Dan Daoust 1993–1997
- Marc Savard 2004
- Sylvain Turgeon 2001–2002
- Morgan Samuelsson 1999–2001
- Marco Bührer 1999–2000
- Guido Laczko 1994–1997
- Mike Posma 1993–1997
- Markus Lindemann